# Britse Maagdeneilanden op de Gemenebestspelen

Vlag van de Britse Maagdeneilanden

De Britse Maagdeneilanden is een Britse overzees gebied dat deelneemt aan de Gemenebestspelen (of Commonwealth Games). Sinds 1990 hebben ze negenmaal deelgenomen en won het land twee medailles.

## Medailles
| Britse Maagdeneilanden op de Gemenebestspelen | Britse Maagdeneilanden op de Gemenebestspelen | Britse Maagdeneilanden op de Gemenebestspelen | Britse Maagdeneilanden op de Gemenebestspelen | Britse Maagdeneilanden op de Gemenebestspelen | Britse Maagdeneilanden op de Gemenebestspelen |
| --------------------------------------------- | --------------------------------------------- | --------------------------------------------- | --------------------------------------------- | --------------------------------------------- | --------------------------------------------- |
| Jaar                                          | Goud                                          | Zilver                                        | Brons                                         | Totaal                                        | Rang                                          |
| 1990                                          | -                                             | -                                             | -                                             | -                                             | /                                             |
| 1994                                          | -                                             | -                                             | -                                             | -                                             | /                                             |
| 1998                                          | -                                             | -                                             | -                                             | -                                             | /                                             |
| 2002                                          | -                                             | -                                             | -                                             | -                                             | /                                             |
| 2006                                          | -                                             | -                                             | -                                             | -                                             | /                                             |
| 2010                                          | -                                             | -                                             | -                                             | -                                             | /                                             |
| 2014                                          | -                                             | -                                             | -                                             | -                                             | /                                             |
| 2018                                          | 1                                             | -                                             | -                                             | 1                                             | 26                                            |
| 2022                                          | 1                                             | -                                             | -                                             | 1                                             | 26                                            |